# 5 000 meter för herrar i friidrott vid olympiska sommarspelen 2004
5 000 meter herrar vid Olympiska sommarspelen 2004 genomfördes vid Atens olympiska stadion den 25 och 28 augusti.

## Medaljörer
| Event       | Guld                       | Guld     | Silver                   | Silver   | Brons                | Brons    |
| 5 000 meter | Hicham El Guerrouj Marocko | 13.14,39 | Kenenisa Bekele Etiopien | 13.14,59 | Eliud Kipchoge Kenya | 13.15,10 |

## Resultat
Från de två försöksheaten gick de fem främsta i varje heat samt de fem bästa tiderna därutöver vidare till finalen.
Alla tider visas i minuter och sekunder.

- Q innebär avancemang utifrån placering i heatet.
- q innebär avancemang utifrån total placering.
- DNS innebär att personen inte startade.
- DNF innebär att personen inte fullföljde.
- DQ innebär diskvalificering.
- NR innebär nationellt rekord.
- OR innebär olympiskt rekord.
- WR innebär världsrekord.
- WJR innebär världsrekord för juniorer
- AR innebär världsdelsrekord (area record)
- PB innebär personligt rekord.
- SB innebär säsongsbästa.
- w innebär medvind > 2,0 m/s

### Kval
| Placering | Heat | Idrottare                   | Land           | Tid      | Noteringar |
| --------- | ---- | --------------------------- | -------------- | -------- | ---------- |
| 1         | 2    | Ali Saïdi-Sief              | Algeriet       | 13.18,94 | Q          |
| 2         | 2    | Eliud Kipchoge              | Kenya          | 13.19,01 | Q          |
| 3         | 2    | Dejene Birhanu              | Etiopien       | 13.19,42 | Q          |
| 4         | 2    | John Kibowen                | Kenya          | 13:19.65 | Q          |
| 5         | 2    | Abderrahim Goumri           | Marocko        | 13:20.03 | Q          |
| 6         | 2    | Tim Broe                    | USA            | 13:20.29 | q          |
| 7         | 1    | Kenenisa Bekele             | Etiopien       | 13:21.16 | Q          |
| 8         | 1    | Gebre-egziabher Gebremariam | Etiopien       | 13:21.20 | Q          |
| 9         | 1    | Hicham El Guerrouj          | Marocko        | 13:21.87 | Q          |
| 10        | 1    | Craig Mottram               | Australien     | 13:21.88 | Q          |
| 11        | 2    | Zersenay Tadesse            | Eritrea        | 13:22.17 | q          |
| 12        | 1    | Abraham Chebii              | Kenya          | 13:22.30 | Q          |
| 13        | 1    | Hicham Bellani              | Marocko        | 13:22.64 | q          |
| 14        | 1    | Alistair Cragg              | Irland         | 13:23.01 | q          |
| 15        | 1    | Samir Moussaoui             | Algeriet       | 13:24.98 | q          |
| 16        | 1    | Sultan Khamis Zaman         | Qatar          | 13:26.52 |            |
| 17        | 1    | John Mayock                 | Storbritannien | 13:26.81 |            |
| 18        | 2    | Samson Kiflemariam          | Eritrea        | 13:26.97 |            |
| 19        | 2    | Roberto García              | Spanien        | 13:27.71 |            |
| 20        | 1    | Günther Weidlinger          | Österrike      | 13:29.32 |            |
| 21        | 2    | Khoudir Aggoune             | Algeriet       | 13:29.37 |            |
| 22        | 1    | Christian Belz              | Schweiz        | 13:29.59 |            |
| 23        | 2    | Fabiano Joseph Naasi        | Tanzania       | 13:31.89 |            |
| 24        | 1    | Alejandro Suarez            | Mexiko         | 13:35.32 |            |
| 25        | 2    | Marius Bakken               | Norge          | 13:36.38 |            |
| 26        | 1    | Jonathon Riley              | USA            | 13:38.79 |            |
| 27        | 1    | Mohammed Abdelhak Zakaria   | Bahrain        | 13:42.04 |            |
| 28        | 2    | Freddy Gonzalez             | Venezuela      | 13:42.44 |            |
| 29        | 2    | Tom Compernolle             | Belgien        | 13:43.44 |            |
| 30        | 2    | Mark Carroll                | Irland         | 13:46.81 |            |
| 31        | 2    | Carles Castillejo           | Spanien        | 13:49.16 |            |
| 32        | 2    | Michael Aish                | Nya Zeeland    | 13:50.00 |            |
| 33        | 1    | Monder Rizki                | Belgien        | 14:03.58 |            |
| 34        | 2    | Rajendra Bahadur Bhandari   | Nepal          | 14:04.89 | NR         |
| 35        | 1    | Sergej Lebid                | Ukraina        | 14:10.23 |            |
| 99        | 1    | Carlos García               | Spanien        | DNF      |            |

### Final
| Placering | Idrottare                   | Land       | Tid      | Noteringar |
| --------- | --------------------------- | ---------- | -------- | ---------- |
| 1         | Hicham El Guerrouj          | Marocko    | 13.14,39 |            |
| 2         | Kenenisa Bekele             | Etiopien   | 13.14,59 |            |
| 3         | Eliud Kipchoge              | Kenya      | 13.15,10 |            |
| 4         | Gebre-egziabher Gebremariam | Etiopien   | 13.15,35 |            |
| 5         | Dejene Birhanu              | Etiopien   | 13.16,92 |            |
| 6         | John Kibowen                | Kenya      | 13.18,24 |            |
| 7         | Zersenay Tadesse            | Eritrea    | 13.24,31 |            |
| 8         | Craig Mottram               | Australien | 13.25,70 |            |
| 9         | Hicham Bellani              | Marocko    | 13.31,81 |            |
| 10        | Ali Saïdi-Sief              | Algeriet   | 13.32,57 |            |
| 11        | Tim Broe                    | USA        | 13.33,06 |            |
| 12        | Alistair Cragg              | Irland     | 13.43,06 |            |
| 13        | Abderrahim Goumri           | Marocko    | 13.47,27 |            |
| 14        | Samir Moussaoui             | Algeriet   | 14.02,01 |            |
| 99        | Abraham Chebii              | Kenya      | DNF      |            |

## Rekord

### Världsrekord
- Kenenisa Bekele, Etiopien - 12.37,37 - 31 maj 2004 - Hengelo, Nederländerna

### Olympiskt rekord
- Said Aouita, Marocko - 13.05,59 - 11 augusti 1984 - Los Angeles, Kalifornien, USA

## Tidigare vinnare

### OS
- 1896 -1908: Ingen tävling
- 1912 i Stockholm: Hannes Kolehmainen, Finland – 14,36,6
- 1920 i Antwerpen: Joseph Guillemot, Frankrike – 14.55,6
- 1924 i Paris: Paavo Nurmi, Finland – 14.31,2
- 1928 i Amsterdam: Ville Ritola, Finland – 14.38,0
- 1932 i Los Angeles: Lauri Lehtinen, Finland – 14.30,0
- 1936 i Berlin: Gunnar Höckert, Finland – 14.22,2
- 1948 i London: Gaston Reiff, Belgien – 14.17,6
- 1952 i Helsingfors: Emil Zatopek, Tjeckoslovakien – 14.06,6
- 1956 i Melbourne: Vladimir Kuts, Sovjetunionen – 13.39,6
- 1960 i Rom: Murray Halberg, Nya Zeeland – 13.43,4
- 1964 i Tokyo: Robert Schul, USA – 13.48,8
- 1968 i Mexico City: Mohamed Gammoudi, Tunisien – 14.05,0
- 1972 i München: Lasse Virén, Finland – 13.26,4
- 1976 i Montréal: Lasse Virén, Finland – 13.24,76
- 1980 i Moskva: Miruts Yifter, Etiopien – 13.20,91
- 1984 i Los Angeles: Said Aouita, Marocko – 13.05,59
- 1988 i Seoul: John Ngugi, Kenya – 13.11,70
- 1992 i Barcelona: Dieter Baumann, Tyskland – 13.12,52
- 1996 i Atlanta: Venuste Niyongabo, Burundi – 13.07,96
- 2000 i Sydney: Million Wolde, Etiopien – 13.35,49

### VM
- 1983 i Helsingfors: Eamon Coghlan, Irland – 13.28,53
- 1987 i Rom: Said Aouita, Marocko – 13.26,44
- 1991 i Tokyo: Yobes Ondieki, Kenya – 13.14,45
- 1993 i Stuttgart: Ismael Kirui, Kenya – 13.02,75
- 1995 i Göteborg: Ismael Kirui, Kenya – 13.16,77
- 1997 i Aten: Daniel Komen, Kenya – 13.07,38
- 1999 i Sevilla: Salah Hissou, Marocko – 12.58,13
- 2001 i Edmonton: Richard Limo – Kenya – 13.00,77
- 2003 i Paris: Eliud Kipchoge, Kenya – 12.52,79